# USA-265
USA-265 , también conocido como GPS IIF-11 , GPS SVN-73 y NAVSTAR 75, es un satélite de navegación estadounidense que forma parte del Sistema de Posicionamiento Global. Fue el undécimo de los doce satélites del Block IIF que se lanzaron.
Fue construido por Boeing y lanzado por United Launch Alliance, USA-265 se lanzó a las 16:13 UTC del 31 de octubre de 2015, sobre un cohete portador Atlas V 401.